# 河北唐山外国语学校
河北唐山外国语学校原名唐山市第八中学，始建于1955年，后于1996年创办河北省首家外国语学校，命名为河北省第一外国语高中，2002年更名为河北唐山外国语学校。

## 学校概况
河北唐山外国语学校占地132亩，建筑面积54676平方米，建有教学楼、科技楼、图书馆、办公楼、宿舍楼、学生餐厅、多功能报告厅、演播厅等，设施完备，功能齐全。拥有物理、化学、生物、信息技术、通用技术、音乐、美术、书法等各种实验室和专业教室28个。建有校园电视台、广播站、校园网站、全覆盖塑胶运动场、数字天文台。

## 教学条件
学校图书馆建筑面积5800平方米，馆藏图书近十万册，是市内中小学中最大的图书馆。
每个教室都配备了多媒体教学设备，已经在全市率先实现“班班通”
河北唐山外国语学校现有学生3800余人，67个教学班，拥有教师330人，其中特级教师4人，高级教师140人，省市级骨干教师及培训对象77人，省市级劳动模范、市十大杰出青年、十佳教师、优秀教师等70余人。

## 学校特色
学校被评为全国群众体育先进单位、全国学校艺术教育先进单位。学生多人次获得宋庆龄奖学金、唐山市科技创新市长奖、唐山市十佳中学生称号等奖励。

## 对外关系
学校坚持走特色办学之路，先开设了英、日、俄三个语种，常年聘有外教。目前已与英、日、奥、白俄罗斯、新加坡等多所国外学校建立了友好关系。在交流互访、课题合作、语言培训等方面，开展了一系列活动，参加师生达500余人次。
为拓展留学渠道，学校还成立了GAC国际大学预科中心，与英、美、日、俄等多所学校达成留学直通车协议，每年促成五六十名学生出国留学。
2010年，学校被省教育厅确立为汉语国际推广基地。学校为国际AFS项目校，每年与美、德、日、意、俄等国互派多名留学生。在我校学习生活的国外留学生数量逐年增加。我校与在英国林肯和白俄罗斯明斯克市的友好学校建立孔子学堂。今年八月底，荣获英国驻华大使2010-2011国际学校奖。

## 友好学校
- 英国林肯基督医院学校（英语：Lincoln Christ's Hospital School）